# Moskovska oblast
Moskovska oblast (rusko Моско́вская о́бласть) ali Podmoskovje je oblast v Rusiji v Osrednjem federalnem okrožju. Na severozahodu in severu meji s Tversko oblastjo, na severu z Jaroslaveljsko oblastjo, na severovzhodu z Vladimirsko oblastjo, na jugovzhodu z Rjazansko oblastjo, na jugu s Tulsko oblastjo, na jugozahodu s Kaluško oblastjo in na zahodu s Smolensko oblastjo. Ustanovljena je bila 14. januarja 1929.